# Tūprāq Kandī
Tūprāq Kandī (persiska: توپراق كَندی) är en ort i Iran.   Den ligger i provinsen Ardabil, i den nordvästra delen av landet, 500 km nordväst om huvudstaden Teheran. Tūprāq Kandī ligger 88 meter över havet och antalet invånare är 672.
Terrängen runt Tūprāq Kandī är platt. Runt Tūprāq Kandī är det ganska tätbefolkat, med 104 invånare per kvadratkilometer. Närmaste större samhälle är Qarah Dāghlū, 19,6 km nordost om Tūprāq Kandī. Trakten runt Tūprāq Kandī består till största delen av jordbruksmark.